# The Plague
The Plague ist ein Horrorfilm, Psychothriller und das Spielfilmdebüt von Charlie Polinger. Der Coming-of-Age-Film mit Joel Edgerton, Everett Blunck, Kayo Martin und Kenny Rasmussen in den Hauptrollen spielt in einem Wasserballcamp für Jungen, wo Jugendliche ihre vulnerablsten Teamkameraden auf grausame Weise traktieren, und feierte im Mai 2025 bei den Internationalen Filmfestspielen in Cannes seine Premiere.

## Handlung
Nachdem sie aus Boston weggezogen sind, wird der 12-jährige Ben von seiner Mutter im Sommer 2003 bei einem Wasserballcamp angemeldet. Dort trifft er auf einige der erfahrenen Camper, darunter auch den großspurigen Anführer Jake, vor dem sich selbst ihr Trainer Daddy Wags in Achtung nimmt. Sie nennen den Neuankömmling „Soppy“. Die Jungs schikanieren den zurückhaltenden, unbeholfenen Eli, von dem sie glauben, er habe die „Pest“, einen lepraähnlichen roten Ausschlag, der angeblich ansteckend ist. Dies ist jedoch einfach nur ein Ausschlag.
Ben erscheint die Aktion absurd und freundet sich mit diesem Außenseiter an. Als Folge muss sich Ben mit der unbarmherzigen Hierarchie unter den Jugendlichen auseinandersetzen.

## Produktion

### Filmstab
Regie führte Charlie Polinger, der auch das Drehbuch schrieb. Bei The Plague handelt es sich um sein Spielfilmdebüt. Polinger ist Absolvent des AFI Conservatory. The Plague basiert auf seinen eigenen Erlebnissen als Kind in einem reinen Jungen-Sommersportcamp. Für das Drehbuch verwendete er Eintragungen in seine Tagebücher. Was die Referenzen für den späteren, eher Horror-lastigen Teil des Films betrifft, wollte Polinger das Flair der Coming-of-Age-Teenagerfilme der 1980er und 2000er Jahre mit einem eher genreorientierten Ansatz verbinden. Filme wie Bo Burnhams Eighth Grade und Julia Ducournaus Raw fingen neben sozialen Ängsten auch die Verletzlichkeit des eigenen Körpers ein, so der Regisseur. Den Filmschnitt übernahmen Henry Hayes und Simon Njoo. Hayes war zuletzt für Filme wie Cha Cha Real Smooth von Cooper Raiff, If You Were the Last von Kristian Mercado und Parachute von Brittany Snow, Njoo für The Stranger von Thomas M. Wright tätig.
Der Film wurde von Spooky Pictures, Hellcat, The Space Program, Five Henrys Productions und Image Nation produziert. The Plague gehört zu einer Reihe von deren Filmprojekten, die dem Horrogenre zuzuordnen sind, so Randall Okitas Menace und Damian McCarthys Hokum. Auch der Horrorfilm Late Night with the Devil wurde von Spooky Pictures und Image Nation produziert.

### Besetzung und Dreharbeiten
Der Nachwuchsschauspieler Everett Blunck, bekannt aus der Titelrolle der Filmkomödie Griffin in Summer von Nicholas Colia, spielt den 12-jährigen Ben. Kayo Martin spielt Jake, den Anführer der Jungengruppe. Kenny Rasmussen ist in der Rolle des von ihnen tyrannisierten Eli zu sehen. Der Australier Joel Edgerton spielt ihren Trainer Daddy Wags.
Die Dreharbeiten fanden im Sommer statt, als die Kinderdarsteller Schulferien hatten. Als Kameramann fungierte Steven Breckon, ein ehemaliger Kommilitone von Polinger.

### Filmmusik und Veröffentlichung
Die Filmmusik komponierte der US-amerikanische Sänger und Produzent Stephen Michael Feigenbaum, bekannt als Johan Lenox, der bei seiner Arbeit auf fremdartige elektronische Klänge und verzerrte Gesangsstimmen setzte.
Die Premiere des Films war am 16. Mai 2025 bei den Internationalen Filmfestspielen in Cannes, wo er in der Reihe Un Certain Regard gezeigt wurde. Im Juni 2025 wurde der Film beim Sydney Film Festival vorgestellt. Im September 2025 wird er beim Festival des amerikanischen Films gezeigt.

## Rezeption

### Kritiken
Von den bei Rotten Tomatoes aufgeführten Kritiken sind alle positiv.
Jessica Kiang beschreibt in ihrer Kritik für Variety die Zwischensequenzen in The Plague als „Unterwassersinfonien“, so wenn Kameramann Steven Breckon bei Unterwasseraufnahmen die Körper der Jungen wie kopflose Seepferdchen in Szene setzt oder die Mädchen aus der Synchronschwimmklasse, mit denen sie sich das Becken teilen, von oben zeigt und Johan Lenox' Filmmusik mit den Horror-Akzenten und seinem Albtraumchor die vulgären erotischen Fantasien der Jungen unterstreicht.

### Auszeichnungen
Festival des amerikanischen Films 2025
- Nominierung im Wettbewerb[10]

Internationale Filmfestspiele von Cannes 2025
- Nominierung in der Reihe Un Certain Regard
- Nominierung für die Caméra d’Or